# Nuoto ai Giochi della XXV Olimpiade - 200 metri misti maschili
Hanno partecipato alle batterie di qualificazione 56 atleti: i primi 8 si sono qualificati per la finale A, i successivi 8 invece si sono qualificati per la finale B.

## Finale A
31 luglio 1992
| Posizione | Atleta            | Paese       | Tempo   |
| --------- | ----------------- | ----------- | ------- |
|           | Tamás Darnyi      | Ungheria    | 2:00.76 |
|           | Greg Burgess      | Stati Uniti | 2:00.97 |
|           | Attila Czene      | Ungheria    | 2:01.00 |
| 4         | Jani Sievinen     | Finlandia   | 2:01.28 |
| 5         | Christian Gessner | Germania    | 2:01.97 |
| 6         | Ron Karnaugh      | Stati Uniti | 2:02.18 |
| 7         | Matthew Dunn      | Australia   | 2:02.79 |
| 8         | Gary Anderson     | Canada      | 2:04.30 |

## Finale B
| Posizione | Atleta              | Paese             | Tempo   |
| --------- | ------------------- | ----------------- | ------- |
| 9         | Martín López-Zubero | Spagna            | 2:03.34 |
| 10        | Sergei Mariniuk     | Squadra Unificata | 2:03.72 |
| 11        | Lars Sørensen       | Danimarca         | 2:03.81 |
| 12        | Frederic Lefevre    | Francia           | 2:04.05 |
| 13        | Tatsuya Kunugasa    | Giappone          | 2:04.29 |
| 14        | Darren Ward         | Canada            | 2:05.09 |
| 15        | Takahiro Fujimoto   | Giappone          | 2:07.74 |
| 16        | Manuel Guzman       | Porto Rico        | NP      |

## Batterie di qualificazione
- Q = Qualificati per la finale A
- q = qualificati per la finale B

| Posizione | Atleta              | Paese               | Tempo     |
| --------- | ------------------- | ------------------- | --------- |
| 1         | Jani Sievinen       | Finlandia           | 2:01.18 Q |
| 2         | Tamás Darnyi        | Ungheria            | 2:01.29 Q |
| 3         | Greg Burgess        | Stati Uniti         | 2:01.35 Q |
| 4         | Ron Kamaugh         | Stati Uniti         | 2:01.64 Q |
| 5         | Attila Czene        | Ungheria            | 2:02.05 Q |
| 6         | Christian Gessner   | Germania            | 2:02.43 Q |
| 7         | Gary Anderson       | Canada              | 2:02.63 Q |
| 8         | Matthew Dunn        | Australia           | 2:02.75 Q |
| 9         | Martín López-Zubero | Spagna              | 2:03.07 q |
| 10        | Tatsuya Kinugasa    | Giappone            | 2:03.32 q |
| 11        | Luca Sacchi         | Italia              | 2:03.54   |
| 12        | Darren Ward         | Canada              | 2:03.71 q |
| 13        | Frederic Lefevre    | Francia             | 2:03.82 q |
| 14        | Sergei Mariniuk     | Squadra Unificata   | 2:04.23 q |
| 15        | Lars Sørensen       | Danimarca           | 2:04.75 q |
| 16        | Takahiro Fujimoto   | Giappone            | 2:04.89 q |
| 17        | Manuel Guzman       | Porto Rico          | 2:04.95 q |
| 18        | John Davey          | Regno Unito         | 2:05.07   |
| 19        | Aleksandr Savizkiy  | Squadra Unificata   | 2:05.09   |
| 20        | Marcin Malinski     | Polonia             | 2:05.32   |
| 21        | Petteri Lehtinen    | Finlandia           | 2:05.65   |
| 22        | Marcel Wouda        | Paesi Bassi         | 2:05.95   |
| 23        | Joaquín Fernández   | Spagna              | 2:06.09   |
| 24        | Stefaan Maene       | Belgio              | 2:06.16   |
| 25        | Marian Satnoianu    | Romania             | 2:06.45   |
| 26        | Denislav Kaltchev   | Bulgaria            | 2:06.51   |
| 27        | Clifford Lyne       | Sudafrica           | 2:06.62   |
| 28        | Simon Percy         | Nuova Zelanda       | 2:06.76   |
| 29        | Igor Luczak         | Polonia             | 2:07.08   |
| 30        | Jose Souza Jr       | Brasile             | 2:07.09   |
| 31        | Desmond Koh         | Singapore           | 2:07.16   |
| 32        | Josef Hladky        | Germania            | 2:07.18   |
| 33        | Diogo Madeira       | Portogallo          | 2:07.38   |
| 34        | Gary O'Toole        | Irlanda             | 2:07.67   |
| 35        | Renato Ramalho      | Brasile             | 2:07.78   |
| 36        | Andy Rolley         | Regno Unito         | 2:09.22   |
| 37        | Arthur Li           | Hong Kong           | 2:09.32   |
| 38        | Joseph Buhain       | Filippine           | 2:09.33   |
| 39        | Ratapong Sirisanont | Thailandia          | 2:11.02   |
| 40        | V-Meng Tan          | Singapore           | 2:11.14   |
| 41        | Ricardo Torres      | Panama              | 2:12.01   |
| 42        | Dunca Todd          | Hong Kong           | 2:12.29   |
| 43        | Christophe Verdino  | Monaco              | 2:12.46   |
| 44        | Sultan Al-Otaibi    | Kuwait              | 2:13.68   |
| 45        | Alejandro Alvizuri  | Perù                | 2:15.10   |
| 46        | P. Castellanos      | Honduras            | 2:15.50   |
| 47        | Emile LAhoud        | Libano              | 2:22.08   |
| 48        | Carl Probert        | Figi                | 2:22.09   |
| 49        | Mohammed Abid       | Emirati Arabi Uniti | 2:22.95   |
| 50        | Mouhamed Diop       | Senegal             | 2:23.92   |
| 51        | Kenny Roberts       | Seychelles          | 2:30.35   |
| 52        | Jean-Paul Adam      | Seychelles          | 2:35.35   |
|           | Jan Bidrman         | Svezia              | SQ        |
|           | Rodrigo Gonzalez    | Messico             | SQ        |
|           | Martin Roberts      | Australia           | SQ        |
|           | Roberto Bonilla     | Guam                | SQ        |
|           | Bruno N'Diaye       | Senegal             | DNS       |
|           | Ziyad Kashmiri      | Arabia Saudita      | DNS       |
|           | Eran Groumi         | Israele             | DNS       |
|           | Stefano Battistelli | Italia              | DNS       |